# 모건 커뮤니티 칼리지
모건 커뮤니티 칼리지(영어: Morgan Community College)는 미국 콜로라도주 모건 군 포트모건에 있는 2년제 커뮤니티 칼리지이다. 1970년에 첫 개교하였다.

## 교육
콜로라도주 동부 평야의 산업 수요를 반영해 농업 및 경영학, 자동차공학, 자동차정비, 유아교육학, 응급의료서비스, 화재학, 보건학, 인문학, 멀티미디어, 간호학, 물리치료, 방사선, 용접 등을 가르치고 있다.